# Државни печат Републике Хрватске
Државни печат Републике Хрватске се ставља на акте које потписује или доноси предсједник Републике.

## Велики државни печат
Велики државни печат се утискује на ратификационе исправе те на акредитиве и писма овлашћења која потписује предсједник Републике у оквиру уставних овлашћења представљања и заступања Републике Хрватске у иностранству.
Велики државни печат је кружног облика, пречника 80 mm, а у средини печата је грб Републике Хрватске. У кругу око грба Републике Хрватске на горњој страни је ријеч „REPUBLIKA“, а на доњој страни је ријеч „HRVATSKA“. Око грба Републике Хрватске и тог натписа кружно се налази старохрватски троплет.
Велики државни печат је намијењен за утискивање у печатни восак непосредно на исправу или у печатни восак у заштитној кутијици која се привезује траком у бојама државне заставе на исправу.

## Мали државни печат
Мали државни печат се отискује се на одлуке о проглашењу закона, одлуке о додјели одликовања те на друге акте и исправе које доноси предсједник Републике.
Мали државни печат је пречника 50 mm истог садржаја као и велики државни печат.
Мали државни печат је намијењен за отисак црнилом на папиру, те за утискивање непосредно на исправу или на папирну подлогу која се лијепи на исправу.

## Чувар државног печата
Државне печате чува „чувар државног печата Републике Хрватске“ којег именује предсједник Републике. Чувар државног печата је одговоран за употребу печата, а начелник Уреда предсједника доноси правила о чувању државног печата.
Први и једини чувар државног печата је био Иван Милас, дугогодишњи саборски посланик Хрватске демократске заједнице. Он је ову дужност вршио у предсједничком мандату Фрање Туђмана (1995—2000). Остали предсједници Републике нису именовали чувара.